# Винаходи та інновації. Винахідники України
Винаходи та інновації. Винахідники України[ISBN відсутній] — книга, довідково-іміджеве видання, видане в 2010 ТОВ «Видавничий центр «Логос Україна».
Видання розповідає про відомих українських новаторів та науковців — наших сучасників, людей із величезним творчим потенціалом, які присвятили своє життя нелегкій, почесній і водночас надзвичайно цікавій справі винахідництва.. Міститься розгорнута інформація про історію винахідництва в Україні з найдавніших давен та визначних українських вчених. Дане видання започатковє серію книжок, присвячену представникам науки і техніки України.

## Мета та завдання книги
Як зазначено на сайті видавництва метою проекту є:
- Представити видатних учених України.
- Розповісти про розвиток науки.
- Познайомити читачів із новими технологіями, інноваціями, перспективами застосування їх у різних сферах: науки, економіки, медицини, мистецтва, телебачення, сільського господарства, екології, туризму тощо.

Завдання проекту: залучити інвестиції, допомогти українським виробникам вийти на світовий ринок, налагодити зв'язки між виробниками та науковцями.

## Короткий зміст
Книга починається з вступних слів президента Національної академії наук України, академіка НАН України Б. Є. Патона, голови Державного департаменту інтелектуальної власності — Миколи Паладія, директора Українського інституту промислової власності — Алли Жарінової та міністра з питань житлово-комунального господарювання (2007—2010) —  Олексія Кучеренко.
Складається книга з семи частин:
- Сторінками історії — історія винахідництва від первісного суспільства до сьогодення. Містить близько сотні відомих і невідомих імен українських винахідників, котрі усвідомлено чи випадково творили українську науку.
- Наукові центри — представлена інформація про історію створення та діяльність: Національної академії наук України, Національної академії аграрних наук України, Національної академії медичних наук України, Національної академії мистецтв України, Національної академії педагогічних наук України, Національної академії правових наук України.
- Науково-освітні заклади — інформація про ряд українських науково-освітніх закладів.
- Винахідники України — інформація про винахідників України.
- Новітнє в медицині
- Інформаційні технології — від початку створення до сучасного стану, подана інформація про ряд наукових закладів в даній галузі.
- Новітнє в екології